# Quận Churchill, Nevada
Quận Churchill là một quận thuộc tiểu bang Nevada, Hoa Kỳ.
Theo điều tra dân số năm 2000, dân số quận này là 23.982. Tính đến ngày 1 tháng 7 năm 2007, dân số của quận Churchill ước đạt 27.190 người. Quận được đặt tên anh hùng Chiến tranh Mexico-Mỹ, thiếu tướng Churchill, quận được thành lập vào năm 1861. Thủ phủ là Fallon.

## Địa lý
Quận Churchill nằm ở tây bắc Nevada ở miền tây nam Hoa Kỳ. Theo Cục Điều tra Dân số Hoa Kỳ, quận có tổng diện tích là 5.023 dặm vuông (13,009.5 km2), trong đó 4.929 dặm vuông (12,766.1 km2) là đất và 94 dặm vuông (243,5 km2) (1,88%) là diện tích mặt nước.

### Các quận lân cận
- Quận Lyon - Tây
- Quận Washoe - Tây Bắc
- Quận Pershing - phía bắc
- Quận Lander - phía đông
- Quận Nye - đông nam
- Quận Mineral - phía nam

## Thông tin nhân khẩu
Theo điều tra dân số 2 năm 2000, đã có 23.982 người, 8.912 hộ gia đình, và 6.461 gia đình sống trong quận hạt. Mật độ dân số là 5 người trên một dặm vuông (2/km ²). Có 9.732 đơn vị nhà ở với mật độ trung bình 2 trên một dặm vuông (1/km ²). Cơ cấu dân tộc của dân cư quận gồm 84,20% người da trắng, 1,60% da đen hay Mỹ gốc Phi, 4,78% người Mỹ bản xứ, 2,71% châu Á, Thái Bình Dương 0,23%, 3,22% từ các chủng tộc khác, và 3,27% từ hai hoặc nhiều chủng tộc. 8,66% dân số là người Hispanic hay Latino thuộc một chủng tộc nào.
Có 8.912 hộ, trong đó 37,20% có con dưới 18 tuổi sống chung với họ, 57,70% là đôi vợ chồng sống với nhau, 10,40% có nữ hộ và không có chồng, và 27,50% là các gia đình không. 22,50% hộ gia đình đã được tạo ra từ các cá nhân và 8,50% có người sống một mình 65 tuổi hoặc lớn tuổi hơn là người. Cỡ hộ trung bình là 2,64 và cỡ gia đình trung bình là 3.09.
Cơ cấu độ tuổi dân cư quận với 28,90% dưới độ tuổi 18, 8,10% 18-24, 28,70% 25-44, 22,30% từ 45 đến 64, và 11,90% từ 65 tuổi trở lên người. Độ tuổi trung bình là 35 năm. Đối với mỗi 100 nữ có 100,60 nam giới. Đối với mỗi 100 nữ 18 tuổi trở lên, đã có 99,10 nam giới.
Thu nhập trung bình cho một hộ gia đình trong quận đã đạt40.808 USD, và thu nhập trung bình cho một gia đình là 46.624 USD. Phái nam có thu nhập trung bình 36.478 Mỹ kim so với 25.000 $ của phái nữ. Thu nhập bình quân đầu người của quận đạt 19.264 $. Có 6,20% gia đình và 8,70% dân số sống dưới mức nghèo khổ, bao gồm 10,80% những người dưới 18 tuổi và 7,00% của những người 65 tuổi hoặc hơn.

## Thành phố và thị trấn
- Dixie Valley
- Eastgate
- Fallon
- Fallon Station
- Hazen
- Lahontan
- Middlegate
- Nevada City
- Salt Wells
- Stillwater
- White Cloud City